# A escalada (memórias)
A Escalada é o segundo volume de memórias do poeta, ensaísta, crítico literário, teatrólogo, jurista, sociólogo, pensador político, professor, orador, parlamentar, diplomata e escritor brasileiro Afonso Arinos de Melo Franco. Foi publicado em 1965 pela Editora José Olympio e reeditado em 2018 em edição da Editora Topbooks reunindo os cinco livros de memórias do autor. "É a história de sua escalada na vida pública nacional: parlamentar, catedrático de Direito, líder da UDN, senador da República pela Guanabara (eleito com o poderoso apoio de Lacerda), acadêmico."
Começou a ser escrito no Natal de 1961, um ano após a conclusão de A Alma do Tempo, e, enquanto aquele primeiro volume das memórias levou pouco mais de um ano para ser concluído, este segundo volume demandou mais tempo, só chegando ao término em 27 de maio de 1965. À semelhança do primeiro volume, mescla observações sobre a atualidade que está vivendo com reminiscências, em ordem cronológica, do passado, neste caso sua carreira política desde o primeiro mandato de deputado federal iniciado em março de 1947 até o convite, em janeiro de 1961, para assumir o cargo de ministro do Exterior no governo Jânio Quadros, de cuja campanha à presidência da República Afonso Arinos havia participado.

## Recepção da obra
Em 25 de dezembro de 1965, a coluna "Livros" da revista Manchete, assinada por L.I., publicou uma resenha de A Escalada onde dizia, entre outras coisas: "Assim, quinze anos de Brasil estão neste livro, que registra o suicídio de Vargas, o crime da Rua Tonelero, o governo Café Filho, o golpe de Lott, o quinquênio Kubitschek. E pela primeira vez esses marcos de uma história recentíssima são vistos com o vigor e o frêmito de uma arte literária serena e escrupulosa. O participante e espectador julga e racionaliza o espetáculo."
Em resenha intitulada "O Memorialista Afonso Arinos", publicada no Jornal do Brasil, escreve o crítico Lago Burnett: "No caso concreto de Afonso Arinos, suas memórias vinculam-se diretamente à História porque ele, por tradição e por mérito próprio, já figura nela. Assim, o que ele nos conta, os fatos que relembra, os episódios que desenrola, os pontos que ilumina, as coisas que esclarece, os segredos que revela são subsídios aos historiadores vindouros [...]".

## Passagens do livro
No Natal de 1961, quando inicia a redação desse segundo volume de memórias, Afonso Arinos faz estas observações sobre a cidade de Nova York, onde se encontrava: 
Nova York é a tragédia da distância de cada um dentro da eficaz aproximação de todos. [...] Todos se auxiliam, a máquina social funciona, mas a alma continua sozinha. [...] São milhões de solitários aglomerados.
Em 18 de março de 1962, uma viagem do Rio de Janeiro a Genebra em onze horas e um quarto no mais novo avião a jato da Swissair, em contraste com as mais de duas semanas que a viagem exigia quando feita por navio e trem, leva o autor a fazer a seguinte reflexão:
Que fará o homem para empregar todo o tempo que economiza com a velocidade? Eis a incômoda pergunta que deixo aos meus descendentes. O tempo, substância da vida, precisa ser sabiamente dosado para ser fruído. Nós o devoramos e ficamos depois sem ter o que fazer dele; não o podemos digerir.
Em 17 de dezembro de 1962, a bordo do navio Queen Mary, ao abordar a exploração espacial ("O contacto direto com o universo, através dos astronautas e dos satélites, tirou a astronomia do campo da observação para trazê-la ao terreno da experiência"), o autor faz a seguinte observação:
Afinal, todas as maravilhas que o esforço humano alcançou na obra de perscrutar o espaço, lançando projéteis para além dos astros e de lá recebendo mensagens, são bem menos impressionantes que este milagre que é o próprio homem, cuja vista vai mais longe que os corpos que atira no infinito, e cujo entendimento abrange o que se encontra para lá do que vê. De todos os animais, mesmo os mais possantes e altaneiros, nenhum olha para o céu. Nunca vi um cão, um tigre, um cavalo, olhar senão para terra, o mundo a que está preso. Até as aves de asas despregadas olham para baixo quando voam para a terra inevitável. Só o homem olha o céu.
Em 22 de setembro de 1963, o autor pondera que, se fez alguma coisa importante, foi a chamada Lei Afonso Arinos. O que o levou a redigir, num fim de semana, e propor o projeto de lei contra a discriminação racial foi um episódio de racismo sofrido pelo seu motorista José Augusto, negro casado com uma catarinense de ascendência alemã. "Certa vez procurou-me, revoltado, para dizer que o empregado espanhol de uma confeitaria de Copacabana, após ter admitido a entrada da mulher e dos filhos, barrou-lhe a porta com a recomendação de que ficasse esperando pela família, do lado de fora. Isto era demais, no Brasil, sobretudo considerando-se que os agentes da injustiça eram quase sempre gringos, ignorantes das nossas tradições e insensíveis aos nossos velhos hábitos de fraternidade racial."
Em 19 de abril de 1964 o autor reflete sobre a recente intervenção militar e tece críticas ao governo deposto: "A vertigem dos dias. O turbilhão imprevisível. A convulsão político-militar que estourou no fim de março como um temporal dos trópicos [...] O presidente Goulart, entregue a influências extremistas – a bem dizer anarquistas – enveredara por um beco sem saída. A tese das chamadas 'reformas de base' se tornara pretexto para a marcha em busca do poder pessoal. O país afundava na desordem e na corrupção. Era impossível continuar assim." 
Em 11 de setembro de 1964, o autor aborda a crise de 1954: 
No começo de 1954, ninguém poderia imaginar a tormenta política que aquele ano traria ao Brasil e que culminaria no trágico sacrifício do presidente da República. [...] Getúlio era aplicado à tarefa administrativa; tinha espírito público e amor ao povo. Mas como eu já observara em discurso, era um homem do poder, e não de governo, um político hábil mas não um estadista capaz. Na ditadura, com o monopólio da propaganda e a supressão da crítica, ele havia podido apresentar as aparências de uma grande obra governativa. Agora, porém, num regime de informação e crítica livres, a mediocridade da sua administração dificilmente se disfarçava.
Em 7 de abril de 1965, o autor recorda o discurso contundente proferido na Câmara dos Deputados na sessão da sexta-feira, 13 de agosto de 1954, "o mais conhecido discurso que proferi em todos os meus longos anos de Congresso", em que se deixou dominar pela emoção e "atirava aquela catadupa de palavras inflamadas que não conseguia conter". "[E]xiste no governo deste país uma malta de criminosos e [...] os negócios da nossa República estão sendo conduzidos ou foram conduzidos até agora sob a guarda de egressos das penitenciárias ou pretendentes às cadeias." Nos círculos políticos, comentou-se que aquele discurso "derrubou o governo", ou seja, contribuiu para pôr Getúlio "contra a parede", levando-o ao suicídio menos de duas semanas depois. 
A anotação de 11 de abril subsequente recorda o momento, em plena madrugada, em que recebeu a notícia, transmitida pelo rádio, do suicídio do presidente: "Que seria de nós? Do Brasil? Também, devo dizê-lo, tinha pena de Getúlio; daquele acuado pelo destino e que fugira à vida enfrentando a morte."
Em 16 de maio de 1965 o autor, querendo evitar os deslocamentos geográficos e dispêndios financeiros de mais uma campanha pela reeleição como deputado federal por Minas Gerais, preferiu tentar a sorte candidatando-se a senador pelo então Distrito Federal e acabou obtendo "a maior votação até então conseguida por qualquer político em toda a história eleitoral do Rio de Janeiro. Meus quase 400.000 votos exprimiam, realmente, isto. Antes de mim, nenhum candidato a mandato legislativo ou executivo atingira tal cifra, no Império ou na República.